# Please Don't Ever Change
Please Don't Ever Change è il quinto album dei Brinsley Schwarz, pubblicato dalla United Artists Records nell'ottobre 1973. Il disco fu registrato nel luglio del 1973 al Jackson Studios di Rickmonsworth, Inghilterra, eccetto I Worry ('bout You Baby) e The Version (Hypocrite), registrati al Rockfield Studios di Monmouth, Galles e Home in My Hand registrato dal vivo al Hope & Anchor di Londra (Inghilterra).

## Tracce
Brani composti da Nick Lowe, eccetto dove indicato
Lato A
1. Hooked on Love – 2:30 (Ian Gomm)
2. Why Do We Hurt the One We Love? – 3:50
3. I Worry ('bout You Baby) – 2:57
4. Don't Ever Change – 3:45 (Gerry Goffin, Carole King)
5. Home in My Hand – 5:22 (Ronnie Self)

Lato B
1. Play That Fast Thing (One More Time) – 4:15
2. I Won't Make It Without You – 4:17
3. Down in Mexico – 3:42
4. Speedoo – 2:29 (Esther Navarro)
5. The Version (Hypocrite) – 2:55 (Leroy Sibbles)

## Musicisti
- Brinsley Schwarz - chitarra, sassofono alto, pianoforte, voce
- Ian Gomm - chitarra, voce
- Bob Andrews - pianoforte, organo, voce
- Nick Lowe - basso, voce
- Billy Rankin - batteria[1]